# Bad Oldesloe
Bad Oldesloe là một thị xã ở phía bắc bang Schleswig-Holstein, Đức. Đây là thủ phủ của huyện Stormarn.
Thị xã có diện tích 52,6 km2, dân số thời điểm 31 tháng 12 năm 2007 là 24.172 người.